# Tājpur
Tājpur är en ort i Indien.   Den ligger i distriktet Bijnor och delstaten Uttar Pradesh, i den norra delen av landet, 140 km öster om huvudstaden New Delhi. Tājpur ligger 227 meter över havet och antalet invånare är 17 529.
Terrängen runt Tājpur är mycket platt. Runt Tājpur är det mycket tätbefolkat, med 1 018 invånare per kvadratkilometer. Närmaste större samhälle är Dhāmpur, 16,4 km norr om Tājpur. Trakten runt Tājpur består till största delen av jordbruksmark.